# Italo Tentorini
Italo Tentorini (11 settembre 1950) è un ex maratoneta italiano.

## Palmarès
| Anno | Manifestazione    | Sede     | Evento         | Risultato | Prestazione | Note |
| ---- | ----------------- | -------- | -------------- | --------- | ----------- | ---- |
| 1976 | Mondiali di cross | Chepstow | Corsa seniores | 141º      | 38'47"      |      |
| 1976 | Mondiali di cross | Chepstow | A squadre      | 5º        | 224 p.      |      |

## Campionati nazionali
1971
- 7º ai campionati italiani di maratona - 2h27'49"

1972
- 5º ai campionati italiani di maratona - 2h28'20"

1973
- Oro ai campionati italiani di maratonina, 30 km - 1h33'28"

1974
- 6º ai campionati italiani di maratona - 2h21'08"

1975
- 6º ai campionati italiani di maratona -2h22'14"[1]

## Altre competizioni internazionali
1972
- 6º al Giro al Sas ( Trento) - 39'05"

1973
- 18º al Campaccio ( San Giorgio su Legnano) - 41'30"

1975
- 11º ai Mondiali militari di corsa campestre ( Algeri) - 37'36"
- 9º al Trofeo Sant'Agata ( Catania)
- 13º alla Maratona di Fürth ( Fürth) - 2h24'28"

1976
- 14º alla Stramilano ( Milano)